# Burg Diepenau
Die Burg Diepenau ist eine abgegangene, spätmittelalterliche Burg der Grafen von Hoya in Diepenau  im südlichen Landkreis Nienburg in Niedersachsen.

## Geschichte
Die Burg Diepenau wurde 1382 durch Graf Erich I. von Hoya als Grenzburg gegen das Bistum Minden erbaut. Der Mindener Bischof zerstörte die Burg aber im Jahr 1383 fast unmittelbar nach ihrer Fertigstellung. Die Burg wurde danach wieder aufgebaut und blieb im Besitz der Grafen. Diese benutzten sie aber vor allem als Pfandobjekt zur Geldbeschaffung. 1461/71 ist die Burg nochmals durch eine feindliche Koalition zerstört worden. 1531 erbaute Graf Otto von Hoya an ihrer Stelle ein „sehr festes Haus“, das auch als Amtssitz diente. Im Dreißigjährigen Krieg wechselte es mehrfach den Besitzer. 1852 wurde das Amt nach Uchte verlegt. Das feste Amtshaus wurde 1883 abgebrochen.

## Beschreibung
Über die Gestalt der Niederungsburg ist nur wenig bekannt. Eine der ca. 2 m starken Außenmauern des letzten Amtshauses von 1531 soll mit Schießscharten versehen gewesen sein. Zudem soll an seiner linken Seite ein Geschützturm angebaut gewesen sein. Dieser wurde zu Beginn des 17. Jahrhunderts abgebrochen. Der umfassende Graben war in der Mitte des 19. Jahrhunderts schon zugeschüttet.